# Jacob Young (homme politique)
Jacob Young, né le 2 février 1993 à Middlesbrough, est un homme politique du Parti conservateur britannique qui est député pour Redcar de 2019 à 2024.

## Jeunesse et carrière
Young est né à Middlesbrough, dans le Yorkshire du Nord, fils de Terrence Anthony Young et d'Elizabeth Anne Young. Il grandit dans une famille ouvrière de Middlesbrough et a six frères et sœurs. Il fréquente la Macmillan Academy, puis étudie au Redcar &amp; Cleveland College et au TTE Technical Institute. Après cela, il obtient un certificat national supérieur en génie chimique à l'Université de Teesside. Alors qu'il est à l'université, il rejoint le Parti conservateur.
Il suit ensuite une formation d'apprenti technicien et travaille comme opérateur de procédé pour Chemoxy International Ltd. Young devient plus tard un technicien principal pour une entreprise pétrochimique.
Par le biais de son église, Young s'implique dans une banque alimentaire à Middlesbrough et dans un centre de l'association caritative Christians Against Poverty.

## Carrière politique
Young se présente comme candidat conservateur dans la circonscription de Redcar aux élections générales de 2015, mais termine à la quatrième place derrière les candidats du Parti travailliste, des libéraux-démocrates et de l'UKIP. Il fait campagne pour le Brexit avant le référendum d'adhésion du Royaume-Uni à l'Union européenne en 2016. Aux élections générales de 2017, Young se présente à Middlesbrough, un siège sûr pour le Parti travailliste, et termine deuxième derrière le député sortant, Andy McDonald. La même année, Young est élu conseiller du quartier Coulby Newham au Conseil de Middlesbrough. Il est le premier conseiller conservateur depuis la formation du conseil en tant qu'autorité unitaire en 1996. En février 2019, il annonce sa démission du conseil car il ne vit plus dans la ville et a déménagé à Saltburn-by-the-Sea. En mai, il se présente comme candidat à l'un des trois sièges du conseil du quartier de Saltburn au Redcar and Cleveland Borough Council. Il termine à la quatrième place.
Il est sélectionné comme candidat conservateur pour Redcar aux élections générales de 2019 le 11 novembre de la même année. Young est ensuite élu avec une majorité de 3 527 voix (8,7 %), sur un basculement de 15,4 % des travaillistes aux conservateurs. Il est le premier député conservateur à représenter la circonscription.
Dans un article de GQ Magazine, Young est décrit comme un Thatcherite socialement libéral axé sur l'énergie verte. Il est favorable à l'interdiction de la thérapie de conversion homosexuelle. Young est gay et est fiancé à son partenaire, Jack. Il est chrétien.